# 21 fructidor
21 thermidor 21 jour complémentaire
Le primidi 21 fructidor, officiellement dénommé jour de l'églantier, est le 351e jour de l'année du calendrier républicain.
C'était généralement le 7e jour du mois de septembre dans le calendrier grégorien.